# Морнарички истражитељи (5. сезона)
Пета сезона америчке полицијско-процедуралне драме Морнарички истражитељи емитована је од 25. септембра 2007. до 20. маја 2008. године на каналу ЦБС и означава крај ангажмана Доналда П. Белисарија на месту директора серије. Нови директор серије, почевши од ове сезоне, је Шејн Бренан. Завршава причу о "Жапцу" која се завршила преломом на крајуу четврте сезоне у епизоди "Анђео смрти". Ова сезона такође открива више основних података о Гибсу.
Савез сценариста је покренуо ограничено снимање епизода и ДВД комплет је имао пет дискова уместо шест. Сезона је завршена својом 19. епизодом 20. маја 2008, а јаз изазван обуставом рада се догодио између 11. и 12. епизоде. Сезона је завршена дводелном завршницом сезоне под називом "Судњи дан". Сезона је обележила одлазак епизодних ликова потпуковнице Холис Ман и Жане Беное као и смрт Џени Шепард, једног од главних ликова.
Од ове сезоне, уводна шпица је скраћена на 30 секунди уместо нормалних 37–44 секунде која је била присутна у претходним сезонама.

## Опис
Лорен Холи је напустила серију на крају сезоне.

## Улоге

### Главне
- Марк Хармон као Лерој Џетро Гибс
- Мајкл Ведерли као Ентони Динозо мл.
- Коте де Пабло као Зива Давид
- Поли Перет као Ебигејл Шуто
- Шон Мареј као Тимоти Мекги
- Лорен Холи као Џенифер Шепард
- Дејвид Мекалум као др Доналд Малард

### Епизодне
- Роки Керол као Леон Венс (Епизоде 14-15, 17, 19)
- Брајан Дицен као Џејмс Палмер (Епизоде 1, 4-6, 9, 11-13, 16-19)

## Епизоде
| Бр. у серији | Бр. у сезони | Назив                   | Редитељ           | Сценариста                                                                | Пpемијерно емитовање | Пpод. код | Бр. гледалаца (у милионима) |
| --- | ------------ | ----------------------- | ----------------- | ------------------------------------------------------------------------- | -------------------- | --------- | --------------------------- |
| 95 | 1            | "Сахраните своје мртве" | Томас Џ. Рајт     | Шејн Бренан                                                               | 25. септембар 2007.  | 501       | 13.89                       |
| Одмах после претходне епизоде "Анђео смрти", Тони је још увек на тајном задатку као Ентони Динардо и упознаје Џининог оца, "Жапца", који је свестан Тонијевог правог идентитета, што Тони касније открива Џин, узнемирујући је. Екипа мисли да је Тони мртав, кад су погледали снимак саобраћајних камера на којима се види како је Тонијев ауто експлодирао и кад Дакијева обдукција покаже да то може бити Тонијево тело, али схвата да није због плућа. Директорка Шепард признаје Гибсу и екипи да је послала Тонија на тајни задатак да уђе у везу са Џин у нади да ће ухватити "Жапца" кога јури већ десет година. Отприлике у исто време, Тони се враћа у штаб МЗИС-а где га први поздравља Корт, који га бесно набија уза зид због погоршања ситуације. Жабац се обраћа директорки за заштиту након што је одлучио да престане да се бави трговином оружјем против ЦИА-иних жеља. Ипак, Шепардова одбија његов захтев за азил из чисте пркоси и сећању на свог оца. Екипа покушава да нађе "Жапца" још једном и проналази његов брод, али не и њега. Мисле да је побегао и отишао, али камера се спушта под море и открива "Жабчево" тело како плута са једном раном на челу. |              |                         |                   |                                                                           |                      |           |                             |
| 96 | 2            | "Породица"              | Марта Мичел       | Стивен Д. Бајндер                                                         | 2. октобар 2007.     | 502       | 16.43                       |
| За подофицира се мислило да је погинуо у саобраћајној несрећи све док недоследности на месту злочина не докажу да је подофицир убијен и да није возио ударен ауто. Када је власница кола касније пронађена мртва, Даки открива да је претучена пре смрти и да се породила непосредно пре тога, што води екипу да мисли да је убица узео њено дете. У међувремену, Тони покушава да се суочи са својим осећањима према Џин након њеног одласка. |              |                         |                   |                                                                           |                      |           |                             |
| 97 | 3            | "Досије: Бивша"         | Денис Смит        | Алфонсо Х. Морено                                                         | 9. октобар 2007.     | 503       | 16.36                       |
| Две жене проналазе мртвог војног капетана у војној бази, једна му је жена, а друга је Гибсова бивша жена. Док спесијални агент Гибс и поручница-пуковница Ман спроводе заједничку истрагу МЗИС-а и војске о његовој смрти, агент ООА-а је послат да надгледа Ебино руковање капетановим лаптопом, који садржи јако поверљиве податке. Гибсу постаје непријатно кад је принуђен да се суочи са бившом женом, пуковницом Ман и директорком Шепард у исто време, на забаву екипе. |              |                         |                   |                                                                           |                      |           |                             |
| 98 | 4            | "Криза идентитета"      | Томас Џ. Рајт     | Џеси Стерн                                                                | 16. октобар 2007.    | 504       | 17.55                       |
| Даки је бесан кад је за једно његово тело које служи за предавања откривено да је жртва убиства и што је случајно обележен као НН и дониран науци. Покојног је препознала екипа као бившег робијаша који је помагао ФБИ-ју д апронађе човека који је људима набављао нове идентитете. Откривају да човеков убица, једноставно познат под надимокм "Брисач", има везе са великим терористичким организацијама по Африци, Европи и САД-у. Пошто без лица не могу да препознају "Брисача", МЗИС и ФБИ удружују снаге да пронађу осумњиченог док Тони иде на тајни задатак са једном Форнеловом новом агенткињом. |              |                         |                   |                                                                           |                      |           |                             |
| 99 | 5            | "Скок вере"             | Денис Смит        | Џорџ Шенк и Френк Кардеа                                                  | 23. октобар 2007.    | 505       | 17.26                       |
| Када војни поручник који је радио у Пентагону као официр покуша да се убије скоком са крова, МЗИС је позван да разговара са официром. Након што је Гибс успео да убеди официра да сиђе са ивице, официр је упуцан и пада са крова. Сваки члан Гибсове екипе има различито објашњење убиства, а јендо од тих укључује то да је официр био кртица. У међувремену, Еби размишља о понуди за посао у личном одсеку. |              |                         |                   |                                                                           |                      |           |                             |
| 100 | 6            | "Химера"                | Теренс О’Хара     | Ден И. Фесман                                                             | 30. октобар 2007.    | 507       | 16.33                       |
| Гибсова екипа је послата да истражи смрт на броду Химера, топ тајном војном броду за истраживања који плови на сред океана. Након доласка на брод, тамо не налазе никог сем мртвог војника научника који је умро од вирусне хеморагичне грознице. Ипак, сумњају да нису сами. Истрагу даље компликује невољност војске да подели податке о томе шта се истраживало на Химери. Ипак, брзо откривају да Химера није брод за истраживања него да преноси руско нуклеарно оружје. Кртица у војсци је исценирала ширење вируса на броду да би посада могла да га напусти и да би могла да дође руска екипа. Екипа МЗИС-а саборита Химеру и краде чамац руске екипе и односи бојеву главу са собом. Док екипа одлази, војни авион уништава Химеру да би заташкао сваку умешаност војске. |              |                         |                   |                                                                           |                      |           |                             |
| 101 | 7            | "Реквијем"              | Тони Вормби       | Шејн Бренан                                                               | 6. новембар 2007.    | 506       | 18.15                       |
| Епизода почиње када Тони вади Гибса из мора и покушава да га оживи. Откривено је да се Меди, најбоља другарица Гибсове покојне ћерке Кели, обратила Гибсу јер је неко уходи и то је довело до догађаја да Гибсов ауто улети у море. Док је био у несвести, Гибс је имао визију да су га посетиле жена и ћерка и да су га уверавале да је све у реду. |              |                         |                   |                                                                           |                      |           |                             |
| 102 | 8            | "Означена мета"         | Колин Бакси       | Рид Стајнер                                                               | 13. новембар 2007.   | 508       | 17.39                       |
| Гибс и екипа истражују атентат на војног адмирала и упознају жену која тражи мужа, политичког избеглицу из Африке, што је повезано са случајем. Испада да је вод смрти афричког диктатора који се плажи да ће се нестали муж (за кога имају само нејасан опис) вратити да води опозицију у земљи. Откривају идентитет убице и хапсе га пре него што је успео да заврши посао. |              |                         |                   |                                                                           |                      |           |                             |
| 103 | 9            | "Изгубљено и нађено"    | Марта Мичел       | Дејвид Џ. Норт                                                            | 20. новембар 2007.   | 509       | 17.34                       |
| Док је скуп дечака извиђача у посети МЗИС-у, Еби открива да је за једног дечака пријављено да је отет 1998. године, што тера екипу да потражи његовог оца који је у бекству јер је оптужен за убиство 1998. године. Екипа покреће потеру за оцем, али их омета син који обавештава оца о томе. У међувремену, екипа пази на дечака, за кога сви (сем Тонија) схватају да је он мини-Динозо. |              |                         |                   |                                                                           |                      |           |                             |
| 104 | 10           | "Војна казна"           | Арвин Браун       | Џеси Стерн                                                                | 27. новембар 2007.   | 510       | 17.04                       |
| МЗИС плаћа скупу цену кад покушава да нађе војника који мисли да је још у Ираку. Након насилног сукоба у ком су Динозо, Макги и Зива повређени, екипа схвата да је војник субјекат огледа. Ствари се даље компликују кад сенаторов помоћник почне да се меша у истрагу јер је војника требало да награди орденом сенатор и такав чин би био лош по његов углед. Екипа сумња да је војник не знајући био део тајног огледа супер војника док нису открили да је тајно узимао стероиде да би могао да оде у морнарицу. Због коришћења дроге војник је отпуштен, а орден му је одузет. Гибс, који саосећа са младим војником, му даје један свој неискоришћен орден уместо оног. |              |                         |                   |                                                                           |                      |           |                             |
| 105 | 11           | "Племена"               | Колин Бакси       | Рид Стајнер                                                               | 15. јануар 2008.     | 511       | 15.82                       |
| Екипа МЗИС-а истражује смрт војника муслимана који је пронађен мртав код џамије за коју ФБИ сумња да мобилише терористе. Али истрага добија преокрет кад Даки одбије да уради обдукцију војника због вере војникове породице јер отац верује да ако Даки отвори његово тело, да његов син никад неће наћи мир у рају. У међувремену, истрага их одводи до Ханса Штајгера, терористе познатог као "Мобилизатор". |              |                         |                   |                                                                           |                      |           |                             |
| 106 | 12           | "Заседа"                | Тони Вормби       | Џорџ Шенк и Френк Кардеа                                                  | 8. април 2008.       | 512       | 14.05                       |
| Када је високо-технолошки војни радар нестао, а онда се опет појавио, екипа прави заседу код напуштеног складишта да ухвати лопова - користећи радар као мамац. Али план пропада, а радар је украден - а човек је убијен у близини. На крају, екипа успева да повеже оба случаја - и да открије истину за разлог о крађи. Прави кривац је творац радара јер је знао да радар није завршен и ако војска сазна, изгубиће свој уговор. У међувремену, Даки је наредио Еби и Џимију да ураде анализу једне крви, а кад је Гибс то сазнао, схватио је да Даки крије тајну за Џени. |              |                         |                   |                                                                           |                      |           |                             |
| 107 | 13           | "Псећи трагови"         | Оз Скот           | Ден И. Фесман и Алфонсо Х. Морено                                         | 15. април 2008.      | 513       | 15.13                       |
| Када екипа истражује смртоносно хватање препродавца дроге од стране К-9, Еби ризикује своју каријеру да докаже невиност пса да га спаси успављивања. Екипа се бори са случајем, а директорка прети да оконча случај, када нађу нову жртву и коначно успеју да пронађу трговца дрогом. Трговац је један од тренера К-9 која је заменила свог пса за откривање дроге за нападног пса да би прокријумчарила дрогу. У међувремену, Еби се спријатељила са псом "убицом", дајући му име Џетро, и ради да би га ослободила успављивања и доказала да пас није крив. Ипак, њен станодавац не дозвољава држање љубимаца, па она тера Макгија да га усвоји што он радо чини иако га је пас напао на почетку епизоде. |              |                         |                   |                                                                           |                      |           |                             |
| 108 | 14           | "Унутрашња контрола"    | Тони Вормби       | Џеси Стерн и Рид Стајнер                                                  | 22. април 2008.      | 514       | 14.24                       |
| Откриће тела "Жабца" узрокује да цело Вашингтонско одељењ МЗИС-а буде под истрагом ФБИ-ја, Џени као главна осумњичена за његово убиство, зграда МЗИС-а потпуно затворена од стране Бироа, а помоћник директора Венс преузима место директорке на одређено време. Екипа се састаје дискретно у Гибсовој кући, истражује за себе и открива да је он заиста убијен. Након што су на светло изашли докази који ослобађају Џени, Џин Беноа се поново појављује и криви Тонија за убиство у почетку, али Трент Корт (који је уз благослов ЦИА-е преузео "Жабчев" посао) стиже и преузима кривицу. На завршетку епизоде, Гибс говори Џени да прича коју је испричала није тачна, и закључено је да је Џени убила "Жабца" иако је Гибс видео како трговац оружјем ставља пиштољ на дитректоркин кућни сто, али није предузео ништа говорећи "Живела краљица". Прва појава Леона Венса. |              |                         |                   |                                                                           |                      |           |                             |
| 109 | 15           | "У зони"                | Теренс О’Хара     | Линда Берстин                                                             | 29. април 2008.      | 515       | 14.76                       |
| Кад је војни капетан погинуо у току смртоносног напада, испада да је упуцан. Тони и аналитичарка Ники Џардин су послати у Багдад да истражују, док остатак екипа помаже истражујући из државе. Екипа открива да је човек коме се обратио да обезбеди проверу тла унајмио човека у Ираку да га убије кад је капетан открио да је узорак тла лажан. Док су у Багдаду, Ники покушава да се искупи за војничку грешку која је довела до смрти човека који је помогао њеном брату кад је био рањен. |              |                         |                   |                                                                           |                      |           |                             |
| 110 | 16           | "Трзај"                 | Џејмс Виттмор Мл. | Синопсис: Џорџ Шенк и Френк Кардеа Сценарио: Ден И. Фесман                | 6. мај 2008.         | 516       | 14.04                       |
| Зива ради на тајном задатку да би пронашла човека који је побио пет жена и одсекао им прсте након што су умрле. Она одлази са убицом, кад Тони нађе пету жртву и убицу, сазнавши за Зиву, усмерава је ка напуштеном складишту. Пре него што је стигао да је убије, она успева да се бори са њим и да га упуца својим пиштољем. Екипа је срећна што је убица мртав, али неке ствари још нису разјашњене. Делимичан отисак пртса на оружју доводи до војника који је убио своју жену имитиравши убицу. У међувремену, Зива је у вези са човеком за кога се сумња да је саучесник убице. |              |                         |                   |                                                                           |                      |           |                             |
| 111 | 17           | "О лицу"                | Денис Смит        | Синопсис: Алфонсо Х. Моремо и Рид Стајнер Сценарио: Џеси Стерн            | 13. мај 2008.        | 517       | 14.88                       |
| Док су истраживали смрт човека на градилишту, Џими Палмер прати сумњивог човека који се туда мота, а човек га упуца. Оставши у кризи, Џими покушава да се сети човековог лица да би га препознао. На крају, екипа га проналази, а он покушава да побегне, али Џими успева да га заустави својим колима. |              |                         |                   |                                                                           |                      |           |                             |
| 112 | 18           | "Судњи дан (1. део)"    | Томас Џ. Рајт     | Стивен Д. Бајндер и Дејвид Џ. Норт                                        | 20. мај 2008.        | 518       | 16.52                       |
| Дечаци су открили мртвог човека који је касније препознат као специјални агент МЗИС-а Вилијам Декер. Директорка Шепард присуствује његовој сахрани у Лос Анђелесу, а Тони и Зива иду као њена заштита. Смрт агента Декера је проглашена као инфаркт, али сусрет на сахрани тера Џени да верује да је убиство. Џени пушта Тонија и Зиву. Директорка тајно доводи Мајка Френкса да јој помогне да истражи, верујући да је убиство повезано са тајном мисијом у Паризу од пре девет година, у којој су учествовали она, Декер и Гибс. Док су тражили напуштени ресторан, четворива плаћених убица проналазе Џени и Френкса и долази до пуцњаве унутра. Џени и Френкс успевају да их побију све, али Џени умире због рана задобијених у току борбе, а Тони и Зива проналазе њено тело. |              |                         |                   |                                                                           |                      |           |                             |
| 113 | 19           | "Судњи дан (2. део)"    | Томас Џ. Рајт     | Синопсис: Дејвид Џ. Норт и Кристофер Џ. Вејлд Сценарио: Стивен Д. Бајндер | 20. мај 2008.        | 519       | 16.52                       |
| Након Џенине смрти, помоћник директора Венс тражи Френкса, који је побегао из ресторана након што су побијена четири плаћеника. У међувремену, Тони и Зива покушавају да ронађу оног ко је одговоран док се суочавају са омањивањем у задатку да заштите директорку. Траг упућује на бившег плаћеног убицу Наташу, коју Џени није успела да убије на задатку у Паризу од пре девет година на ком су она и Гибс радили заједно. Пошто је Гибс убио Наташиног љубавника, Наташа се вратила у САД по освету. Наташу, која то није очекивала, је убио Френкс након што је Гибс постави замку за њу у Џениној кући. Гибс пали кућу да прикрије Џенину смрт да би јавност веровала да је умрла од тровања димом. Након Џенине сахране, новопостављени директор Венс сече стране из свог личног досијеа у директоркиној канцеларији и укида Зивино стање везе (враћајући је у Израел), пребацује Макгија у одред за кибер-злочине и шаље Тонија на брод Роналд Реган. Венс онда да је Гибсу досије о његовој новој екипи. Последња стална појава Џенифер Шепард. |              |                         |                   |                                                                           |                      |           |                             |